# 13 juillet dans les chemins de fer
13 juin 13 août
Chronologies thématiques
- Croisades
- Sports
- Disney

Cette page concerne les événements qui se sont déroulés un 13 juillet dans les chemins de fer.

## Événements

### XIXesiècle
- 1875. Brésil : ouverture de la ligne Campos-Imbetiba (E.F. Imbetiba-Campos)
- 1900. France : à Paris, ouverture du funiculaire de Montmartre.

### XXesiècle
- 1906. France, Suisse, Italie : la Compagnie de l'Est met en circulation, à partir du 13 juillet, entre Paris et Bâle (Suisse) un nouveau train dans chaque sens. La durée totale du voyage entre Paris et Milan réduite à 17 heures.
- 1907. France : ouverture du tronçon Charleval - Vascœuil sur la ligne Charleval - Serqueux de la Compagnie des chemins de fer de l'Ouest.

### XXIesiècle
- 2005 Pakistan : une catastrophe ferroviaire due à la collision de trois trains de voyageurs dans une gare proche de Ghotki, dans la province de Sind dans le sud du pays, cause la mort de 128 personnes et en blesse 117 autres dont 12 grièvement.